# 特里尼塔波利
特里尼塔波利（義大利語：Trinitapoli），是意大利普利亚大区巴列塔-安德里亞-特拉尼省的一个市镇。总面积147.62平方公里，人口14502人，人口密度98.2人/平方公里（2009年）。ISTAT代码为071057。